# 格林代爾 (加利福尼亞州)
格林代爾（英語：Greendale）是位於美國加利福尼亞州優洛縣的一個非建制地區。該地的面積和人口皆未知。

## 地理
格林代爾的座標為38°22′25″N 121°35′10″W / 38.37361°N 121.58611°W，而該地的平均海拔高度為4米（即13英尺）。